# Sulby (Northamptonshire)
Pour les articles homonymes, voir Sulby.
Sulby est un village et une paroisse civile du Northamptonshire, en Angleterre. Il est situé dans le nord-ouest du comté. Administrativement, il relève de l'autorité unitaire du West Northamptonshire. Au recensement de 2011, sa population est comptée avec celle du village de Sibbertoft.